# 东旺镇
东旺镇，是中华人民共和国河北省保定市定州市下辖的一个乡镇级行政单位。

## 行政区划
东旺镇下辖以下地区：
东旺村、小五女村、五女集村、前营村、后营村、张村、史村、大王庄村、姜钮庄村、南辛庄村、中辛庄村、北辛庄村、城旺社区村、赵祚村、李村店社区村和五女店村。